# Al-Malihah
Al-Malihah (tiếng Ả Rập: المليحة, cũng đánh vần al-Mleha hoặc Al Mulayhah) là một thị trấn ở miền nam Syria, một phần hành chính của Tỉnh bang Dimashq, nằm ở ngoại ô phía đông Damascus ở phía tây Jaramana, thuộc khu vực Ghouta. Các địa phương gần đó bao gồm 'Aqraba, Deir al-Asafir, Zabdin, Kafr Batna và Babbila. Theo Cục Thống kê Trung ương Syria, al-Malihah có dân số 23.034 theo điều tra dân số năm 2004. Thị trấn cũng là trung tâm hành chính của al-Malihah nahiyah, bao gồm tám thị trấn và làng có dân số kết hợp là 56.652.